# デンデルモンデ保育所襲撃事件

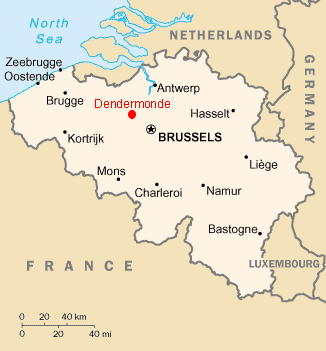
事件のあったデンデルモンデの位置

デンデルモンデ保育所襲撃事件は、現地時間（CET）の2009年1月23日午前10時にベルギーのデンデルモンデのシント＝ヒリス＝ベイ＝デンデルモンデにあるファベルチェスラント保育所で起きた襲撃事件である。この事件で3人が死亡、12人が負傷した。
キム・デ・ヘルダー容疑者は年老いた女性を狙った別の殺人事件にも関わったとされ、警察はこの容疑者がほかの保育所も襲おうとしていたとみている。事件のあった保育所は、事件以降再開する見込みはないとされている。